# Asclepias euphorbiifolia
Asclepias euphorbiifolia är en oleanderväxtart som beskrevs av Georg George Engelmann. Asclepias euphorbiifolia ingår i släktet sidenörter, och familjen oleanderväxter. Inga underarter finns listade i Catalogue of Life.